# Palau Bofarull
El Palau Bofarull és un edifici situat al carrer de Llovera de Reus, prop de la Plaça de Prim, catalogat com a bé cultural d'interès local. Va pertànyer a la família ennoblida dels Bofarull i se'l coneix també com L'Olimpo o «Els Ploms», entitats que hi havien tingut la seva seu. Actualment, és la seu del Conservatori de Música de Reus, i la part principal dels baixos va ser ocupada per la botiga Las Américas, copropietat del poeta i polític Xavier Amorós. Després va ser l'oficina central de la Caja Postal, posteriorment Argentaria i BBVA. Actualment són locals comercials.

## Història
El comerciant enriquit Josep de Bofarull i Gavaldà (1711-1779) va ser ennoblit l'any 1760 pel rei Carles III, condició confirmada més tard per concessions reials de 1772 i 1774, anys en què va fer construir el palau, obra del seu germà arquitecte Francesc. El palau el va heretar el seu net Francesc Policarp de Bofarull i Morell (1771-1843), que hi va residir fins al 1836. L'any 1863, el seu fill Josep Francesc de Bofarull i de Plandolit el va llogar a la societat recreativa El Olimpo per un termini de sis anys amb pròrroga immediata, i n'eren exclosos la capella que hi havia al pis principal i una part de l'entresol. La reserva era perquè els seus germans Policarp i Francesca i un oncle encara hi vivien. A la seva mort el 1869, la propietat va passar a la seva filla única Maria de la Misericòrdia de Bofarull i de Bofarull, i el 1893, al fill d'aquesta Ferran de Querol i de Bofarull (1857-1935), que va iniciar-ne la parcel·lació. Així, el 1894 va vendre 81 m² del pati i el 1900 en va vendre 584 més, en part edificats com a magatzems. Segons la inscripció del Registre de la Propietat, feia 128 pams d'ample per 140 de fons, i l'hort de darrere 170 pams d'ample per 110 de fons.
L'any 1910, El Olimpo va reconvertir el primer pis i el saló noble per a adaptar-lo a les funcions d'ateneu de l'entitat, i va ocupar el casal fins al 1936, quan va confiscar el palau la Federació Anarquista Ibèrica i la CNT, que hi van instal·lar la impremta i la redacció del periòdic i portaveu de l'anarquisme local Adelante. Això va facilitar que el 1939 passés a mans de Frentes y Hospitales, una organització carlina que havia sobreviscut al decret d'unificació de l'Espanya franquista. Posteriorment, el local el va ocupar Educación y Descanso i després la Falange, que va ser expulsada d'El Círcol quan aquesta entitat es va reobrir. Durant l'ocupació falangista, el governador civil va obrir-hi un despatx on els dilluns rebia els reusencs que li havien demanat audiència.
El març de l'any 1946, l'hereva, Dolors de Querol, va instar la cancel·lació de l'arrendament a El Olimpo perquè no n'havia demanat la renovació (efectivament, les autoritats franquistes havien impedit la represa d'activitats de l'entitat el gener del 1939). El mateix any, els hereus van vendre 350 m² de jardí, i el 1948, lliure l'edifici de càrregues però amb llogaters, el van vendre a un particular per 600.000 pessetes, després d'haver fracassat la temptativa de l'ajuntament d'instal·lar-hi una seu per a cursos d'estiu del Consejo Superior de Investigaciones Científicas.
A principis del 1948 s'hi va instal·lar el Club Natació Reus Ploms, i s'hi van afiliar bona part dels antics socis d'El Olimpo per a poder seguir utilitzant el seu antic estatge social. El 1950 es va fraccionar la propietat. Els Ploms es van quedar la part central de l'edifici i una part dels baixos, i la resta de la planta baixa del carrer de Llovera la van comprar els botiguers que hi havia instal·lats. L'entitat va conservar el palau en la part essencial, però va fer modificacions a la part posterior per a construir-hi dues sales de ball, després convertides en discoteca i bingo.
L'any 1986 el va adquirir la Diputació de Tarragona amb l'objectiu d'ubicar-hi la filial del Conservatori de Música. El projecte de restauració va ser obra de l'arquitecte Xavier Olivé, i el conservatori es va dotar d'una sala d'audició i d'aules, que mantenen en la mesura del possible l'estructura original de l'edifici.

## Descripció
Té una imatge externa de palau italianitzant, amb la façana composta per un sòcol de doble alçada i centrada per una gran portalada barroca tardana, emmarcada per dos parells de columnes, una de les quals, a cada costat, té forma d'atlant que sosté un capitell. Al costat de la porta hi ha dos lleons, i a sobre, l'escut dels Bofarull.

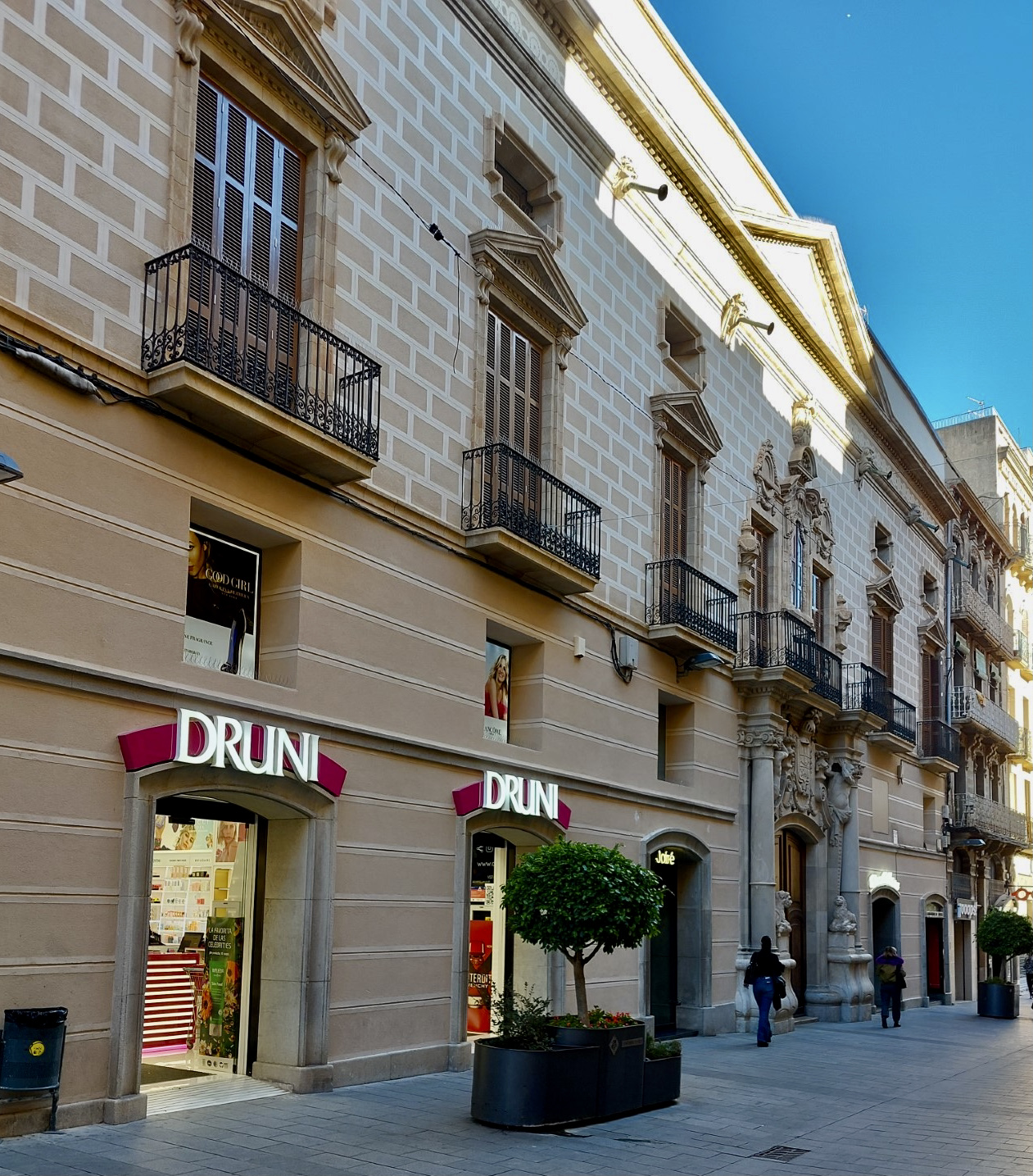
Botigues als baixos del Palau Bofarull

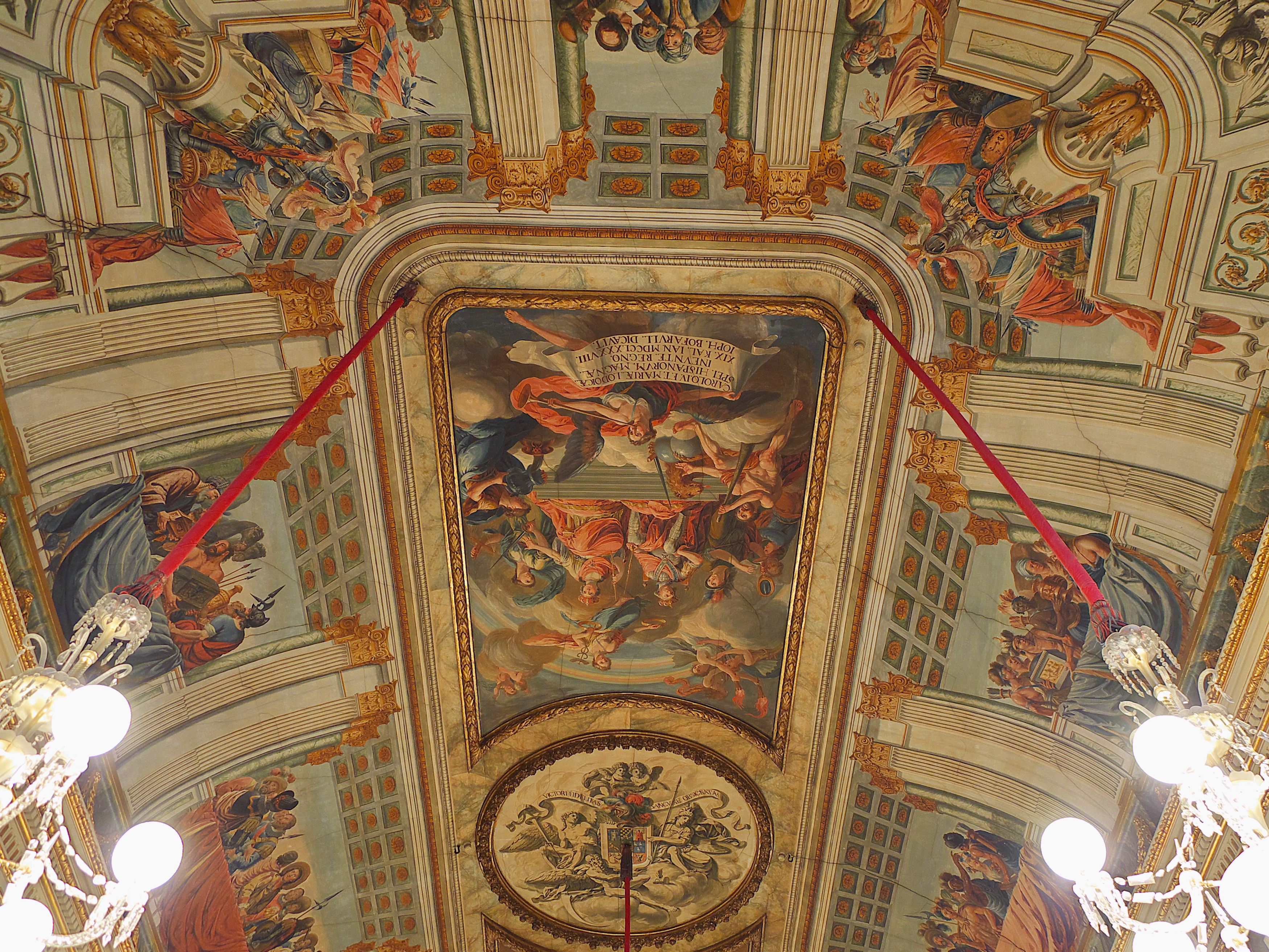
Sostre del saló noble, amb pintures de Pere Pau Montaña

Com que el nombre d'obertures és parell, l'entrada principal es troba desplaçada de l'eix central. La façana té un sòcol de doble alçada, que acull uns baixos coberts amb voltes d'aresta, actualment sols parcialment visibles per les poc afortunades intervencions dels comerços que hi ha instal·lats, que també han desdibuixat els entresols.
El saló és la peça més notable del palau: és de planta rectangular amb els angles arrodonits i té dues portes centrals, una de les quals donava accés, posant-hi al seu davant un empostissat, a la tribuna dels músics, i sis d'accessòries. Està decorat amb pintures del pintor Pere Pau Montaña (1788), amb al·legories al·lusives a Carles III i a Carles IV.
L'edifici conté, a més del pis noble, unes àmplies golfes.